# Betta smaragdina
El betta verde esmeraldo (Betta smaragdina) también conocido como betta esmeralda es una especie de pez perciforme de la familia Osphronemidae oriunda del noroeste de Tailandia. Construye sus nidos en burbujas. Posee tonalidades verdes a lo largo de todo su cuerpo. No soporta temperaturas excesivamente altas, encontrando su óptimo a 28 °C.